# 布里吉季夫卡
49°0′2″N 27°24′32″E / 49.00056°N 27.40889°E
布里吉季夫卡（烏克蘭語：Бригидівка），是烏克蘭的村落，位於該國西南部文尼察州，由日梅林卡區負責管轄，面積0.65平方公里，海拔高度291米，2001年該村落人口213，人口密度每平方公里325.69人。